# Heartbrand
Heartbrand è un marchio appartenente alla multinazionale anglo-olandese Unilever. La sua creazione, avvenuta nel 1998, ha avuto come scopo quello di riunire diversi marchi di aziende specializzate nella produzione di gelati confezionati (in Italia Algida) precedentemente acquistate da Unilever sotto un unico marchio.

## Nel mondo
I gelati confezionati prodotti da Unilever sono presenti con nomi diversi in molti mercati internazionali. Questa diversità è causata dal fatto che Unilever non ha fondato un'azienda poi esportata nel mondo (come hanno fatto ad esempio multinazionali come Coca Cola o McDonald's), ma si è limitata a creare una divisione delle sue varie realtà nazionali già rilevate e consolidate nei rispettivi mercati di pertinenza (spesso condividendo prodotti di mercati diversi), per poi imporre un unico marchio uguale per tutte.

### Marchi e mercati di Heartbrand
| Brand              | Mercati |
| ------------------ | --- |
| Algida             | Italia, Albania, Bosnia ed Erzegovina, Bulgaria, Cipro, Città del Vaticano, Georgia, Grecia, Kazakistan, Kosovo, Macedonia del Nord, Moldavia, Montenegro, Polonia, Repubblica Ceca, Romania, Russia, San Marino, Serbia, Slovacchia, Slovenia, Turchia, Turkmenistan, Ungheria, Uzbekistan |
| Bresler            | Bolivia, Cile, Perù, Uruguay |
| Eskimo             | Austria, Croazia |
| Frigo              | Spagna |
| Frisko             | Danimarca |
| GB Glace           | Norvegia, Svezia |
| Good Humor         | Stati Uniti |
| HB                 | Irlanda |
| Helados La Fuente  | Colombia |
| Holanda            | Messico |
| Ingman             | Finlandia |
| Inmarko            | Russia, Kazakistan |
| Kibon              | Argentina, Brasile |
| Kwality Wall's     | India |
| Langnese           | Germania |
| Lusso              | Svizzera |
| Miko               | Egitto, Francia, Marocco |
| Ola                | Belgio, Lussemburgo, Paesi Bassi, Sudafrica |
| Olá                | Portogallo |
| Pingüino           | Ecuador |
| Selecta            | Filippine |
| Strauss            | Israele |
| Streets            | Australia, Nuova Zelanda, Vanuatu |
| Tío Rico           | Venezuela |
| Wall's             | Regno Unito, Arabia Saudita, Cina, Emirati Arabi Uniti, Giordania, India, Indonesia, Libano, Malaysia, Maldive, Malta, Pakistan, Qatar, Singapore, Sri Lanka, Thailandia, Vietnam |
| Wall's HB          | Irlanda del Nord |
| 和路雪 (Hé lù xuě) | Cina |

## Gelati venduti globalmente
Alcuni gelati che vengono distribuiti nei mercati di tutto il mondo dai marchi locali di Heartbrand:

### Magnum

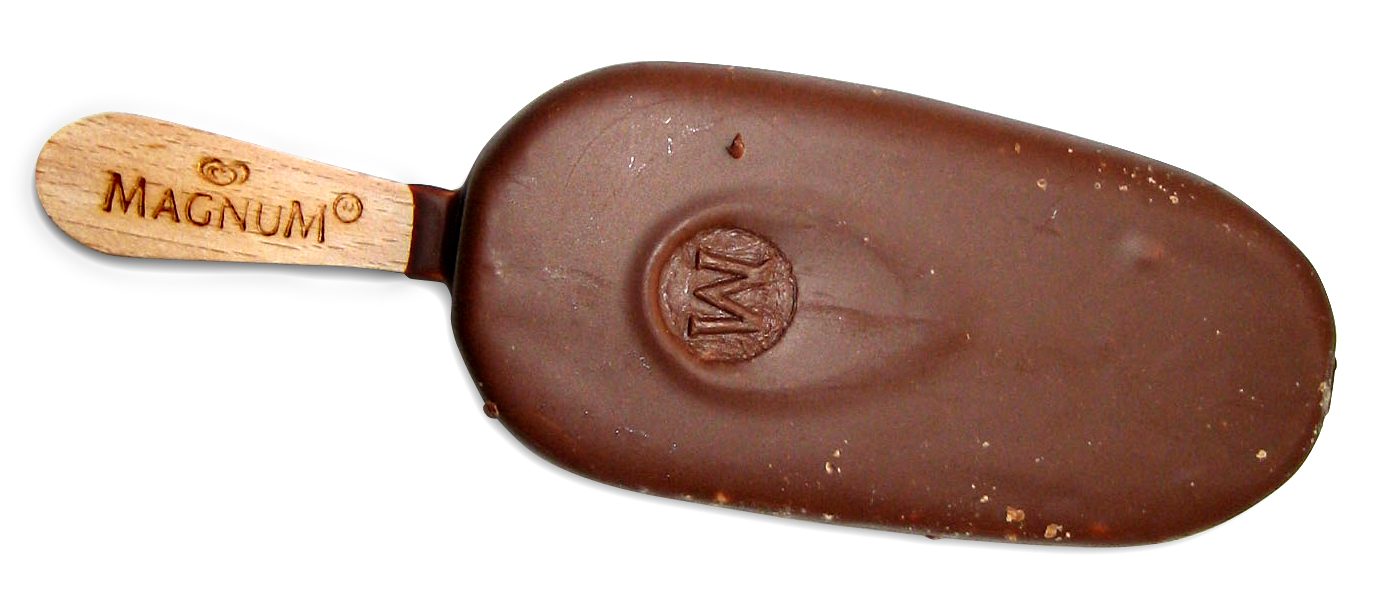
Magnum Classic

Il Magnum è una linea di gelati ricoperti prodotto dalla Unilever e venduti sotto il marchio globale Heartbrand (in Italia, Algida); in Grecia e Romania viene distribuito col nome "Magic" essendo Magnum un marchio registrato da aziende concorrenti.

### Cornetto

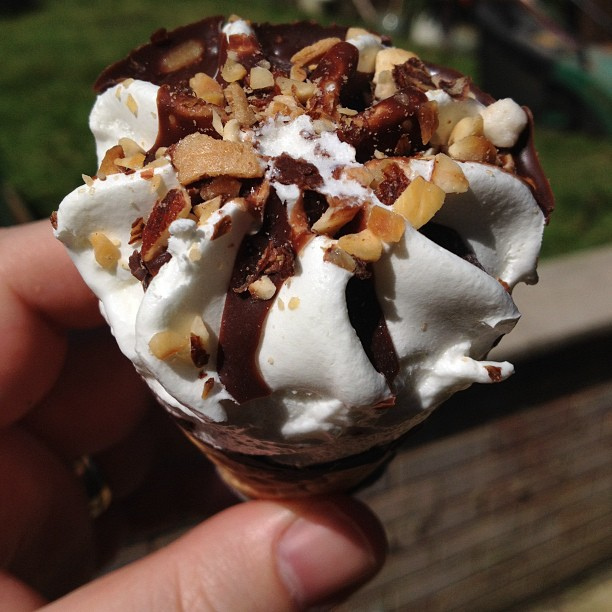
Cornetto Classico

Cornetto è un gelato alla crema di latte con variegatura e copertura al cacao magro e con granella di nocciole e meringhe su cialda wafer. Questo cono gelato congelato fu brevettato nel 1959 da Spica, un gelataio di Napoli. Le vendite furono scarse e la Unilever nel 1976 acquistò il brevetto e iniziò la commercializzazione del prodotto in tutto il mondo con il marchio Heartbrand.
La diffusione, anche grazie ad una forte campagna pubblicitaria, fu enorme, tanto che esso è prodotto in diverse varianti.

### Calippo
Il Calippo è una linea di gelati ghiaccioli prodotto dalla Unilever sotto il marchio Heartbrand. In Italia viene prodotto dalla Unilever sotto il marchio Algida. Inizialmente in Italia il Calippo fu distribuito dalla Eldorado già dalla prima metà degli anni ottanta. In seguito la Eldorado fu assorbita dalla Algida.

### Solero

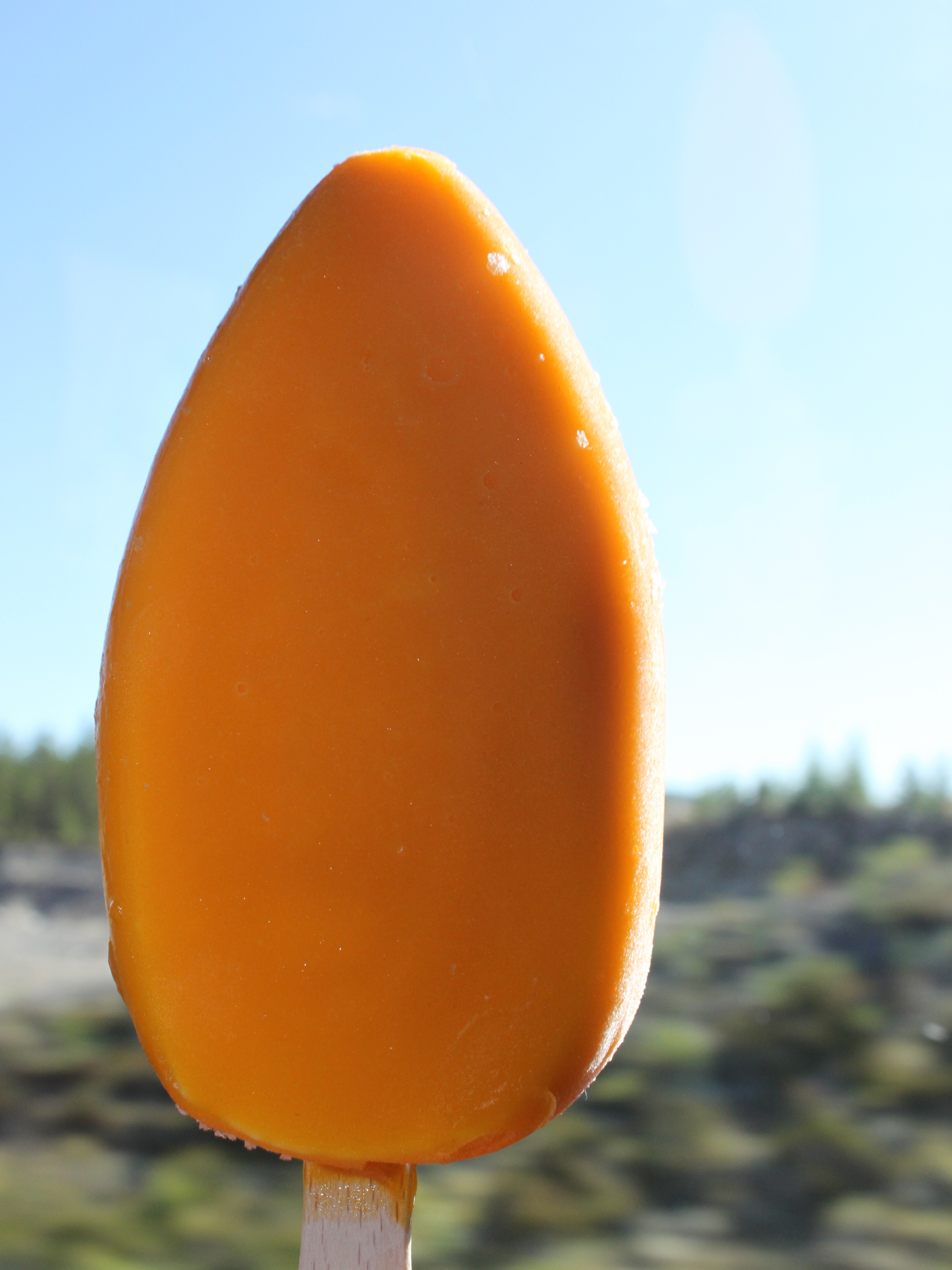
Solero Exotic

Il Solero è un gelato su stecco di proprietà della Unilever, distribuito in Italia dalla Algida. In alcune nazioni, come per esempio l'Iran, è conosciuto col nome di Salar. Il prodotto è stato lanciato sul mercato britannico nel 1994 e nel 1995 nel resto del mondo.